# Resolutie 2128 Veiligheidsraad Verenigde Naties
Resolutie 2128 van de Veiligheidsraad van de Verenigde Naties werd unaniem door de VN-Veiligheidsraad aangenomen op 10 december 2013. De resolutie verlengde de sancties tegen Liberia en het panel van experts dat de wapenhandel in het land onderzocht met een jaar.

## Achtergrond
Na de hoogtijdagen onder het decennialange bestuur van William Tubman, die in 1971 overleed, greep Samuel Doe de macht. Zijn dictatoriale regime ontwrichtte de economie en er ontstonden rebellengroepen tegen zijn bewind, waaronder die van de latere president Charles Taylor. In 1989 leidde de situatie tot een burgeroorlog waarin de president vermoord werd. De oorlog bleef nog doorgaan tot 1996. Bij de verkiezingen in 1997 werd Charles Taylor verkozen en in 1999 ontstond opnieuw een burgeroorlog toen hem vijandige rebellengroepen delen van het land overnamen. Pas in 2003 kwam er een staakt-het-vuren en werden VN-troepen gestuurd. Taylor ging in ballingschap en de regering van zijn opvolger werd al snel vervangen door een overgangsregering. In 2005 volgden opnieuw verkiezingen en werd Ellen Johnson-Sirleaf de nieuwe president.

## Inhoud

### Waarnemingen
Op 26 september 2013 had het Speciaal Hof van Sierra Leone de veroordeling van Charles Taylor voor oorlogsmisdaden bevestigd. Het Verenigd Koninkrijk was bereid hem op te sluiten.
Liberia bleef inmiddels vooruitgang boeken, maar er was meer nodig om 's lands leger, politie en douane in staat te stellen de bevolking te beschermen na de terugtrekking van de UNMIL-vredesmacht. De situatie in het land bleef fragiel.
Ook het beheer en de bescherming van Liberia's natuurlijke rijkdommen moest verbeteren om de sociale en economische opbrengsten voor de bevolking te maximaliseren. De overheid moest zich in heel het land doen gelden, en vooral in de steden, aan de grenzen en inzake de diamant- en gouddelving en houtkap.

### Handelingen
De financiële sancties die middels resolutie 1532 in 2004 waren opgelegd bleven van kracht. De reisbeperkingen en het wapenembargo die met resolutie 1521 uit 2003 waren ingesteld werden met twaalf maanden verlengd.
Het comité dat hierop toezag kreeg negentig dagen om alle namen op de sanctielijst na te trekken en degene die niet meer aan de criteria voldeden te schrappen. De Veiligheidsraad zelf zou binnen de zes maanden de sancties herzien en mogelijk geheel of gedeeltelijk opheffen. Ook het mandaat van het panel van experts dat de illegale wapenhandel in Liberia onderzocht werd met een jaar verlengd en beperkt tot twee leden.

## Verwante resoluties
- Resolutie 2079 Veiligheidsraad Verenigde Naties (2012)
- Resolutie 2116 Veiligheidsraad Verenigde Naties
- Resolutie 2176 Veiligheidsraad Verenigde Naties (2014)
- Resolutie 2188 Veiligheidsraad Verenigde Naties (2014)

Lijst ·  2086 ·  2087 ·  2088 ·  2089 ·  2090 ·  2091 ·  2092 ·  2093 ·  2094 ·  2095 ·  2096 ·  2097 ·  2098 ·  2099 ·  2100 ·  2101 ·  2102 ·  2103 ·  2104 ·  2105 ·  2106 ·  2107 ·  2108 ·  2109 ·  2110 ·  2111 ·  2112 ·  2113 ·  2114 ·  2115 ·  2116 ·  2117 ·  2118 ·  2119 ·  2120 ·  2121 ·  2122 ·  2123 ·  2124 ·  2125 ·  2126 ·  2127 ·  2128 ·  2129 ·  2130 ·  2131 ·  2132